# 核電存廢問題
核電存廢問題是人类社会对核能發電使用的持续的争议性讨论。

## 核電簡史
第一个成功的核裂变实验装置在1938年的柏林被德国科学家奥托·哈恩、莉泽·迈特纳和弗瑞兹·斯特拉斯曼制成。
在第二次世界大战中，一些国家致力于研究核能的利用，它们首先研究的是核反应堆。1942年12月2日，恩里科·费米在芝加哥大学建成了第一个完全自主的链式核反应堆，在他的研究基础上建立的反应堆被用来制造轰炸了长崎的原子弹“胖子”中的钚。在这个时候，一些国家也在研究核能，它们的研究重点是核武器，但同时也进行民用核能的研究。
1951年12月20日人类首次用核反应堆产生出了电能，这个核反应堆位于爱达荷州Arco的EBR-I试验增殖反应堆，它最初向外输出的功率为100kW。
1954年6月27日，世界上第一个为电网提供电力的核电站在苏联的欧伯宁斯克开始运行。这个反应堆使用了石墨来控制核反应并用水来冷却，功率为5兆瓦。全世界第一个投入商业运营的核反应堆是位于英格兰Sellafield的Calder Hall，它于1956年开始运行。它有一个Magnox型反应堆，最初的输出功率为 50兆瓦，后来提高到了200兆瓦。 宾夕法尼亚州码头市的一个压水型反应堆是美国第一个投入商业运营的反应堆。
在20世纪后半叶，一些反对核能的运动开始兴起，它们担心的是核事故和核辐射，还反对生产，运输和储藏核废料。1979年的三哩岛核泄漏事故和1986年的切尔诺贝利核事故成为了许多国家停止建造新核电站的关键理由。澳大利亚于1978年，瑞典于1980年，意大利于1987年都对建造核电站的问题发动了全民公投，同时爱尔兰的核能反对者成功地阻止了在該處核能计划的实施。但布鲁金斯学会表示，美国政府没有批准新核电站的建造主要是由于经济原因，而非安全问题。
然而，核電的存廢政策各地不同，如歐洲許多國家近來逐漸廢止核電，德國宣佈在2022年前關閉所有的核電站、瑞士宣布將在2034年關閉所有核電廠、義大利公民投票以94%的壓倒性票數封殺重啟核能發電的提案；而開發中國家則較傾向使用核能發電。

## 論點簡要

### 核電運作原理

#### 連鎖反應
燃料棒裡的鈾235引發核裂变，釋放出中子與熱能。而中子經過緩速劑後，撞擊其他的鈾235引發核分裂。

#### 空泡效應
使用水當緩速劑的反應爐，在高溫時會使水產生大量氣泡，理論上原本可以藉以降低核分裂的反應速度。

#### 鋯水反應
由於燃料棒的外殼，為了避免吸收中子，妨礙核分裂的反應，因此使用鋯。
可是鋯在攝氏1260度以上時，會跟水蒸氣反應產生氫氣。
且鋯水反應是持續增溫的放熱反應。因此在反應爐的冷卻系統故障時，可能引發氫氣的氣爆。

#### 核廢料（鈽）
使用鈾235作為燃料棒的反應爐，因為燃料棒內也含有大量的鈾238，而鈾238在吸收中子後，會衰變為鈽239。

### 支持核能的理由
下為巴瑞‧布魯克在2010年出版的《為什麼對為什麼：核能發電》（Why vs. Why: Nuclear Power）一書中提出的七項支持核能發電理由：
- 再生能源與能源效率（energy efficiency）不能解決能源與氣候變遷的問題。
- 核燃料是近於無限的且能提供大量的能源。
- 新科技能解決「核廢料」問題。
- 核能發電是最安全的能源選項。
- 更進步的核能發電能加強全球社會的安全。
- 核電的真實花費低於化石燃料或可再生能源。
- 核能發電可引領「清潔能源」的革命。

### 反對核能的理由
下為伊恩‧羅威在2010年出版的《為什麼對為什麼：核能發電》一書中提出的七項反對核能發電理由：
- 核能發電對氣候變遷不是一個夠快速的回應。
- 核能發電太貴了。
- 對基載電能的需求被誇大了。
- 核廢料儲存槽空間不足。
- 核能發電會增加核戰的風險。
- 核能發電有安全問題。
- 人類對能源有更好的替代方案。

## 論點

### 供給的能源
很多研究指出，核電產生全球16%的電能，但只提供6.3%的能源生產（energy production），而最終使用能源（Final Energy Consumption）的部份，只有2.6%是來自核能發電的。這樣的狀況和相較於其他能源載體（energy carrier）而言，它的能量消費效率（consumption efficiency）較低，及核電廠與能源需求區遠因而其電能在傳輸過程中大量耗損有關。
但與核電廠或一樣距離能源區求區遠的水力電廠相關的能源傳輸耗損，並不是真的那麼多的，因為這些電廠的電力通常都是透過高壓直流輸電的方式輸送的，而這種方法每一千公里只會耗損3%的能量。相似地，在世界能源消耗量（World energy consumption）中，核能發電的比重不大，因該指數包含了用於加熱和運輸等非發電用途的化石燃料，而用於此些非電用途的燃料中，石油和煤炭佔了最主要的比重。在2008年，全球能源供給（world energy supply）中各種動力源（power source）的相對比重如下：石油33.5%、煤炭26.8%、天然氣20.8%（化石燃料81%）、「其他」（包括地熱、泥炭、生質能、太阳能和風能等）10.4%、核能5.8%、水力2.3%。石油是各種動力源中最常被使用者。在2008年時，石油和煤炭加起來共提供了全球超過60%的能源。

### 能源保障
能源安全（Energy Security）問題不該與核電安全混為一談，能源保障指的是能源的燃料是否能安全提供的問題。
在一些國家，核能發電提供了能源自主的保障。核能發電較不受禁運的影響，且鈾是有在包括澳大利亞和加拿大等較樂於出口的國家開採的。然而，目前全球有超過30%的鈾是出產於哈薩克、納米比亞、尼日和烏茲別克這些政治不穩定的國家的。
現有的鈾礦其儲量正快速地耗進，而一項來自IAEA的評估顯示高級鈾礦（high-grade uranium）只夠現有的反應器運轉40-50年。預期發生的燃料短缺會威脅到未來的電廠，並會造成現有電廠鈾價的波動。鈾燃料價格近年已抬升，而這影響到了未來核電計劃的可行性。
根據史丹佛的研究，快中子增殖反应堆有為未來地球的人類持續數十億年地提供能源的潛力，這使得核能變成可持續發展的。但「因為鈽與核武間的關聯，快中子增殖反应堆的潛在運用導致了『核電擴張可能會導致一個核擴散失控的時代』的憂慮。」
液態氟化釷反應堆（Liquid Fluoride Thorium Reactor，LFTR）等以釷為燃料的反應爐亦有滿足未來數百年能源需求的潛力，同時相對於鈾燃料反應爐而言，釷反應爐對核擴散有更強的抗性。

### 核電意外與安全

#### 三浬島事件

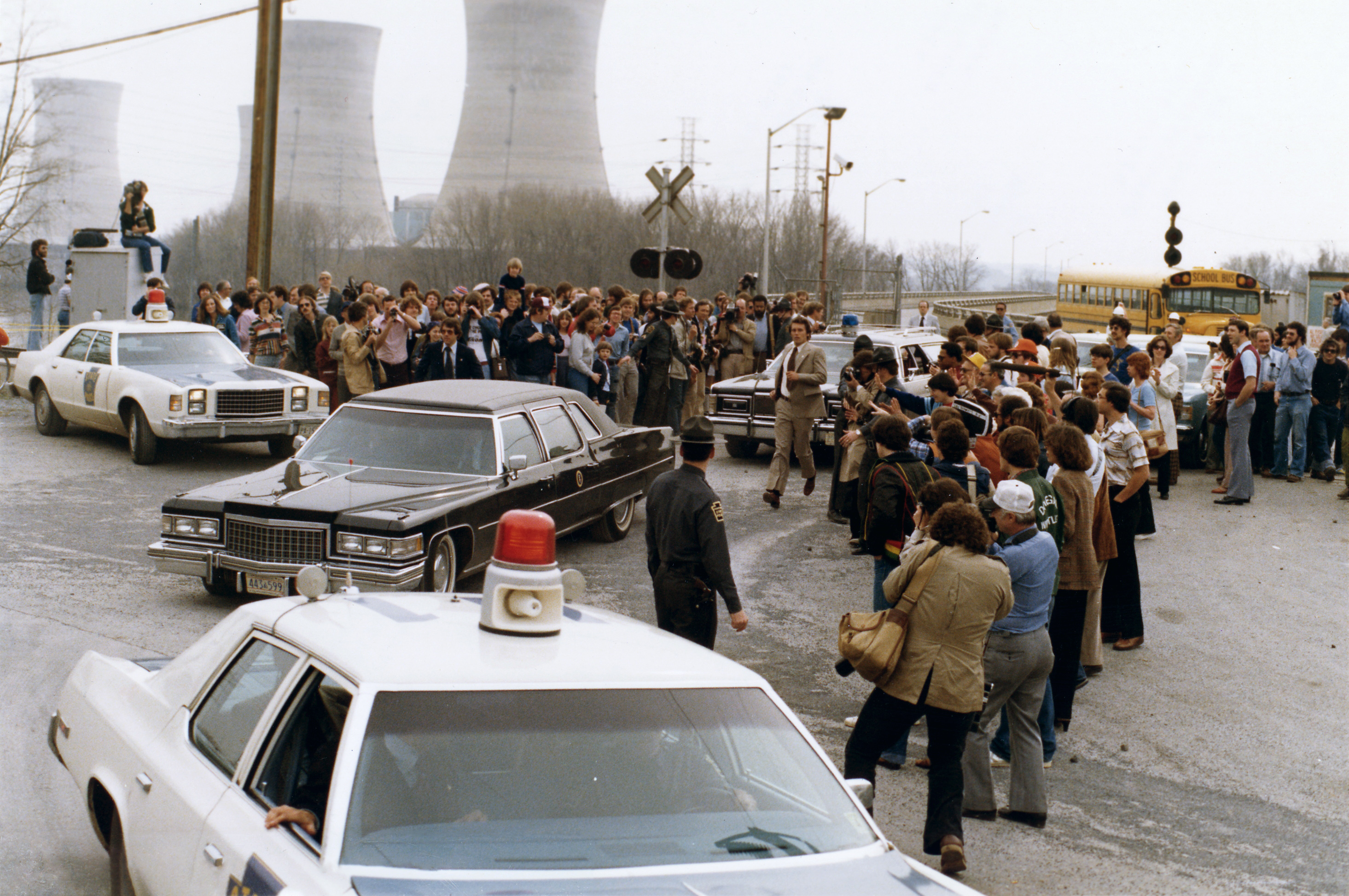
1979年4月1日卡特總統離開三哩島前往賓州米德爾敦

当天凌晨4时半，三哩岛核电站95万千瓦压水堆电站二号反应堆主给水泵停转，辅助给水泵按照预设的程序启动，但是由于辅助回路中隔离阀门在此前的例行检修中没有按规定打开，导致辅助回路没有正常启动。二號回路冷却水没有按照程序进入蒸汽发生器，热量在反應堆中心處持續聚集，堆心压力上升。堆心压力的上升导致稳压器减压阀开启，冷却水流出，由于发生机械故障，在堆心压力回复正常值后堆心冷却水继续注入减压水槽，造成减压水槽水满外溢。一號回路冷却水大量排出造成堆心温度上升，待运行人员发现问题所在的时候，堆心燃料的47%已经融毁并发生泄漏，系统发出了放射性物质外漏的警报，但由于警报響起時并未引起运行人员的注意，甚至现时的紀錄報告都指出沒有人注意到警报。直到当天晚上8点，二号堆一二回路均恢复正常运转，但运行人员始终没有察觉堆心的损坏和放射性物质的外漏。
此后，第76任賓州州長迪克·松伯（Dick Thornburgh）出于安全考虑，于3月30日疏散了核电站五英里范围内的学龄前儿童和孕妇，并下令对事故堆芯进行检查。检查中才发现堆心严重损坏，约20吨的二氧化铀堆积在反應爐壓力槽底部，大量放射性物质堆积在核反應堆安全殼內，少部分放射性物质泄漏到周围环境中。